# サイレントパイラー
サイレントパイラーとは、建設工事や土木工事で杭の打ち抜きに用いる、世界で初めて圧入原理を実用化した油圧式杭圧入引抜機である。
サイレントパイラーは、すでに地中に押し込まれた杭を数本つかみ、その引抜抵抗力を反力にして油圧による静荷重で次の杭を押し込んでゆく圧入原理を実用化したものであり、騒音や振動といった建設公害を発生させないのが特長である。また、圧入機自体が完成杭上を自走する機能を持ち、無駄なく合理的な施工ができる。
杭材の種類や施工能力、現場の制約条件（N値の高い地盤、岩盤層、礫層などの硬質地盤、超低空頭地、狭隘地など）に対応した様々な機種が存在している。
実用化初期のモデルは2021年に機械遺産No.113に認定された。